# Karl-Gustav Clodt von Jürgensburg
Karl (Karl-Gustav) Federovitj Clodt von Jürgensburg  (ryska: Карл Фёдорович Клодт фон Юргенсбург), född 25 juli 1765 i närheten av Reval, död 23 juli 1822 i Omsk, var en rysk generalmajor och topograf. 

## Biografi
Karl-Gustav Clodt von Jürgensburg var son till löjtnanten vid ryska livkyrassiärerna Adolf Fredrik Clodt von Jürgensburg (1738-1806) och Gertrutha Sophia von Schwengelm, sonson till kaptenen i franska armén Carl Wilhelm Clodt von Jürgensburg (1707-40) och sonsonson till generalen i svenska armén Johan Adolf Clodt von Jürgensburg.
Han blev överste 1806 och deltog som överkvartermästare i det krig mot Frankrike 1812, som ryssarna kallar Det fosterländska kriget. Därvid deltog han i slagen vid Borodino  och Tarutino 1812 och Leipzig 1813. Han var kommendant i Bremen 1813, stabschef för en infanterikår vid kampanjen i Frankrike 1815 och stabschef vid en sibirisk armékår i Omsk 1817. Han uppgjorde 1805-11 kartor över bland annat Moldau, Valakiet, Bessarabien och sydöstra Sibirien.
Han gifte sig 1800 med Elisabet Charlotta Aurora von Freyholdt (1778-1825). Paret hade elva barn,, bland andra professorn Vladimir Karlovitj Clodt von Jürgensburg (1803-87), skulptören Peter Karlovitj Clodt von Jürgensburg (1805-67) och generalen och gravören Konstantin Karlovitj Clodt von Jürgensburg (1807–79). Målarna Michail Petrovitj Clodt von Jürgensburg (1835–1914) och Michail Konstantinovitj Clodt von Jürgensburg (1832–1902) var bägge hans barnbarn.
Målarna Nikolaj Alexandrovitj Clodt von Jürgensburg (1865-1918) och Eugenij Alexandrovitj Clodt von Jürgensburg (1867-1934) var hans barnbarnsbarn.